# 阿布歇隆國家公園
40°17′01″N 50°21′34″E / 40.28361°N 50.35944°E
阿布歇隆國家公園是阿塞拜疆的國家公園，位於該國東部首都巴庫，阿普舍隆半岛最东端的沙赫沙丘。成立於2005年2月8日，面積7.8平方公里，受半乾旱氣候影響，有瞪羚、裡海海豹、波斯豹等野生動物棲息。